# 多齒𩷶
多齒𩷶，為輻鰭魚綱鯰形目𩷶鯰科的其中一種，為熱帶淡水魚，分布於亞洲印尼、馬來西亞、泰國淡水、半鹹水流域，體長可達80公分，棲息在河口、河川下游底中層水域，生活習性不明。

## 扩展阅读
維基物種上的相關：多齒𩷶